# De Lacy

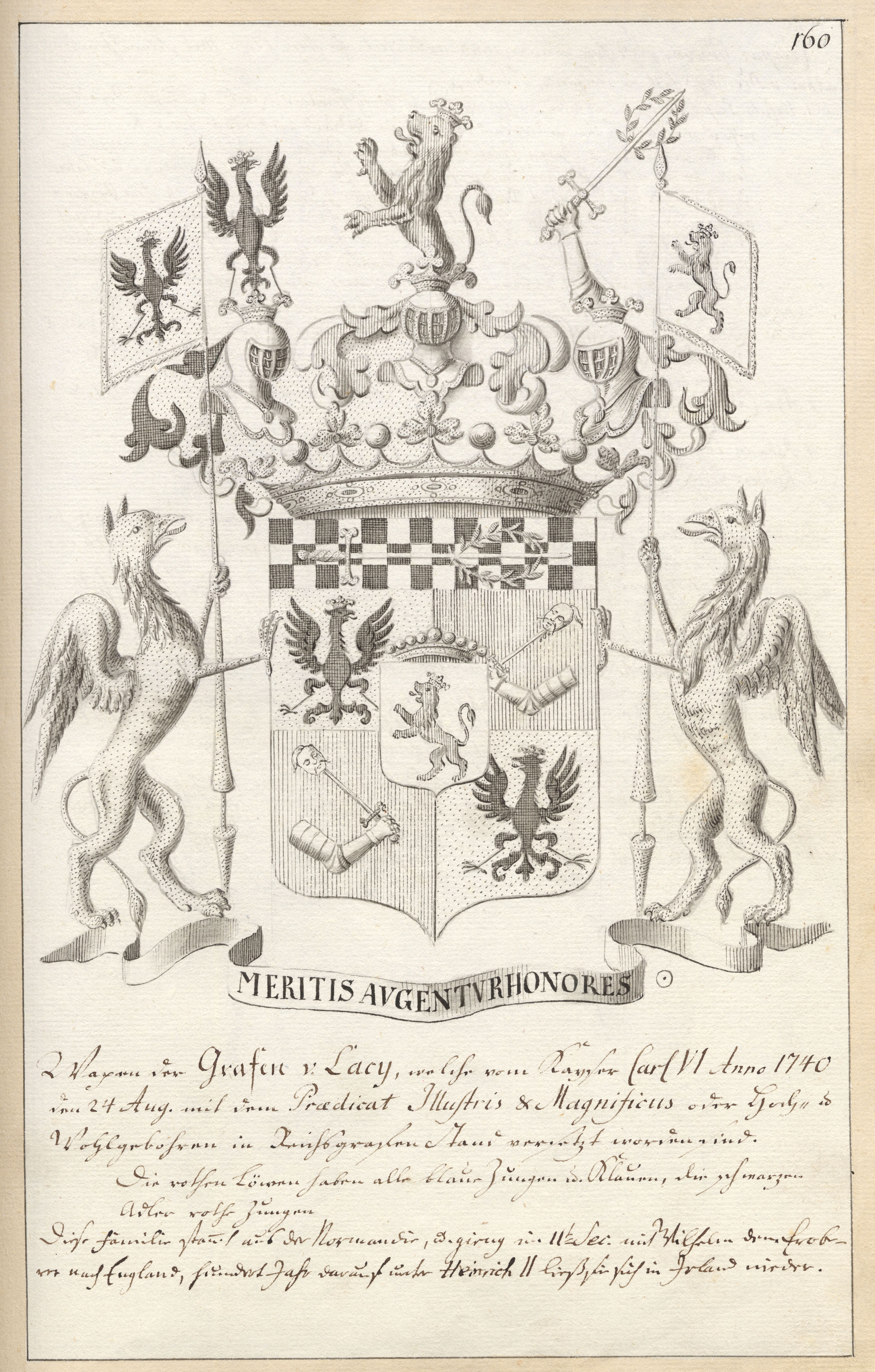
Emblema dos de Lacy.

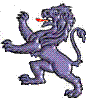
León púrpura dos de Lacy

De Lacy (Laci, Lacie, Lascy, Lacey) é o sobrenome de uma antiga família da nobreza Normanda originária de Lassy (Calvados). O primeiro de quem tem-se notícia foi Hugh de Lacy (1020 – 1049), que deixou Normandia para passar a Inglaterra com Guilherme, o Conquistador. Walter e Ilbert de Lacy lutaram na Batalha de Hastings. A família desempenhou um papel importante na conquista normanda de Inglaterra e Irlanda. Até 1399, os De Lacys mantiveram-se no "grande Norte", Senhorio de Bowland, antes de que este passasse por casamento ao Condado, mais tarde Ducado de Lancaster. Exerceram também como Senhores de Pontefract e, mais tarde, Condes de Lincoln.
A família Lacy está emparentada com a Família Real da Escócia; Elizabeth de Burgh, cujo avô foi Walter de Lacy, casou com Robert the Bruce. Sarah Ferguson, da Família Real Inglesa (Casa de Windsor), tem antepassados normandos "Lacy" via Wingfield, Meade, Ou'Brien, Fitzgerald, De Burgh que se remontam até Walter de Lacy e Hugh de Lacy.

## Walter de Lacy (Lascy, Lasci, Laci)
Walter de Lacy (Dantes de 1040, Senhor de Lassy (Normandia) – 27 março de 1085, Hereford) foi parceiro de Guilherme I de Inglaterra e chegou às ilhas no ano 1066 para combater na batalha de Hastings. Foi enterrado na Catedral de Gloucester.
Seu neto Gilbert de Lacy, Senhor de Longtown, Weobley e Ludlow fez-se templário nos anos 1150, e figura como testemunha na correspondência entre os Reis de Inglaterra e França de maio de 1160. Nesse ano foi a Terra Santa; Também aparece como testemunha na correspondência entre Walter de Hereford e Henrique II. Cedeu aos templários Guiting no condado de Gloucester.
Hugh de Lacy (1118-86), filho de Gilbert também cedeu terras aos templários, em Ludlow.
Hugh de Lacy teve um filho Walter de Lacy (antes de 1170 até 24 fevereiro de 1240/41). Casou em segundas com Margaret de Braose a filha de William de Braose, 7º Baron Abergavenny, da importante dinastia normanda Senhores de Marcher. Fundou o convento de freiras agustinas de Aconbury, que pôs baixo sob a tutela dos Hospitalários. Posteriormente, tentou livrar-se deles e suas disputas chegaram até o Papa.

## Ilbert de Lacy (Laci, Lascie, Lascy)

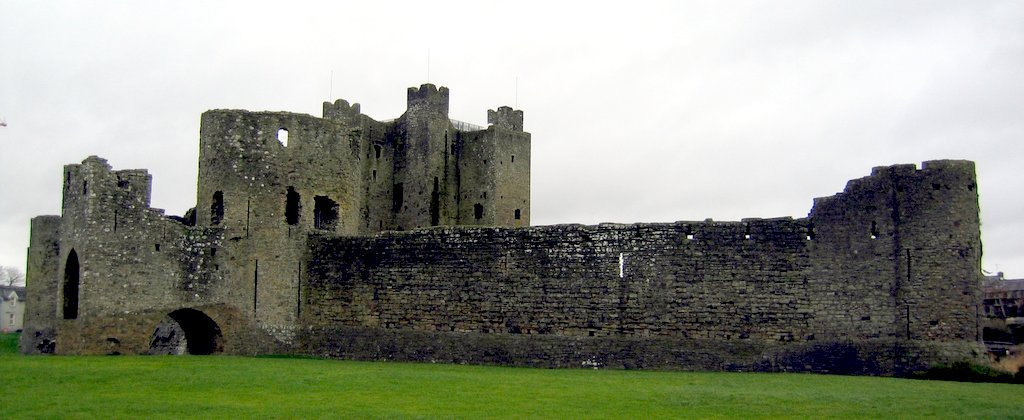
Castelo de Trim, Condado de Meath, Irlanda (De Lacey)

Ilbert de Lacy (1045, Lassy – 1093, Pontefract) construiu o castelo de Pontefract em terras doadas por Guilherme I de Inglaterra.

## Henry de Lacy (Laci, Lacie, Lascy), Baron de Pontefract
Henry de Lacy (1070, Halton, – 1123) neto de Ilbert de Lacy. Henry de Lacy, Baron de Pontefract e Senhor de Blackburnshire, erigió a Abadia de Kirkstall.

## Robert de Lacy (Lascy, Laci)
Robert de Lacy (? – 1193) fundou o Priorato de Pontefract. A lenda conta que construiu o castelo de Clitheroe, em cujo escudo de armas figuram dois leões cor púrpura.

## Hugh de Lacy, Senhor de Meath
Hugh de Lacy (dantes de 1135 – 25 de julho de 1186, Durrow, Leinster), bisnieto do conquistador normando Walter de Lacy. Henrique II de Inglaterra concedeu o Condado de Meath a Hugh de Lacy em 1172. Foi o 1.er Senhor de Meath (Lord de Meath). Hugh de Lacy e seu filho Walter de Lacy (dantes de 1170 – 1241) construíram o Castello de Trim e o Castelo de Kilkea. Em 1186 Hugh de Lacy morreu enquanto supervisionava a construção do castelo de Durrow, Co. Offaly a intrigas de Sinnagh (the Fox) e Ou'Breen. De Lacy foi enterrado primeiramente na Abadia de Durrow. Em 1195, o Arcebispo de Cashely e Dublim levou seu corpo à Abadia de Bective no Condado de Meath e sua cabeça à Abadia de Sto. Tomás em Dublim. Desde 1205, seus restos todos descansam na Abadia de Santo Tomás.

## Hugh de Lacy, 1.er Conde de Ulster
Hugh de Lacy, 1er Conde de Ulster (dantes de 1179 – após o 26 de dezembro de 1242), filho menor de Hugh de Lacy, Senhor (Lord) de Meath.
escudo de Hugh de Lacy

## John de Lacy (Laci)
John de Lacy (1150, Lincoln, – 1190, Palestina) pai do Barão Roger de Lacy. Foi Senhor de Flamborough e autoridade ("Constable") ou cherif de Chester.

## Barão Roger de Lacy
Roger de Lacy (1171, Lincoln, – 1212, Pontefract) foi comandante no Château-Gaillard (Borgoña). Roger de Lacy serviu a João I de Inglaterra, o Sem Terra, o irmão menor de Ricardo I de Inglaterra, conhecido como «Ricardo Coração de Leão». Defendeu o "Château" contra Felipe II da França. Entre outros títulos, ostenta o de 7º Barão de Halton. Seus restos encontram-se na Abadia de Stanlow.

## Walter de Lacy (Laci, Lacie, Lascy)
Walter de Lacy (dantes de 1170 – 24 fevereiro de 1241) foi Senhor de Meath, Longtown, Weobley e Ludlow. Gille de Lacy, filha que teve com sua esposa Margaret de Braose, casou com Ricardo de Burgh (dantes de 1200 - 17 de fevereiro de 1241/42) Senhor de Connaught e Strathearn. Este ramo dos "de Lacy" continuou com Walter de Burgh (para 1230 - 1271), Richard Óg de Burgh, II conde do Ulster (1259 - 26 de julho de 1326) até Lady Elizabeth de Burgh a esposa de Roberto de Bruce.

## Jean (João) de Lacy (Lacie, Laci)
João de Lacy (1192 – 22 de julho de 1240), filho de Roger, que se converteu em Conde de Lincoln e 8º Barão de Halton. O e seu primo Roberto de Vere, Conde de Oxford, assinaram a Magna Carta. Enterrado na Abadia de Stanlow.
escudo de Jean de Lacy

## Maud de Lacy, Condesa de Lincoln
Maud de Lacy, Condesa de Lincoln (1223 – 1287), filha de John de Lacy, Conde de Lincoln (1192-1240), e Margaret de Quincy (1208-1266). Casou com Richard de Clare, 5º Conde (Earl) de Hertford. Seus filhos conhecidos foram:
1) Isabel de Clare (1240-1270), que casou com Guilherme VII de Montferrato (h.1240-1292);
2) Gilbert de Clare, 6º Earl de Hertford;
3) Thomas de Clare (1245-1287), que casou com Juliane FitzGerald;
4) Bogo de Clare (1248-1294);
5) Margaret de Clare (1249-1313), que casou com Edmund, Earl de Cornwall;
6) Rohese de Clare (1252-após 1299), que casou com Roger de Mowbray; e
7) Eglentina de Clare, que morreu  criança em 1257.

## Edmundo de Lacy
Edmundo de Lacy (1227 ou 1230-1258) foi o 2º Conde (Earl) de Lincoln, e 9º Barão de Halton.

## Henrique de Lacy, 3º Conde (Earl) de Lincoln
Henrique de Lacy (1249 – 1311) foi confidente de Eduardo I de Inglaterra. Além de Senhor de Pontefract e 10º Barão de Halton, em 1278 converteu-se em Conde de Lincoln. Criou a Abadia Whalley com os monges procedentes da Abadia de Stanlow. Casou com Margaret Longespee. Sua filha Alice casou com Thomas Plantagenet, Conde (Earl) de Lancaster. Enterrado na Catedral de São Paulo de Londres.

## Alice de Lacy
Alice de Lacy, 4.ª Condesa de Lincoln (25 de dezembro de 1281, Denbigh Castle – 2 de outubro de 1348, Barlings Abbey) casou com Thomas Plantagenet, 2º Conde de Lancaster o 28 de outubro de 1294. Divorciaram-se para 1318 porque foi acusada de adultério com Sir Ebulo Lestrange, Lord Strange, Barão de Shropshire, após ter sido sequestrada em 1317 por ordem de John de Warenne, 8º Conde de Surrey. Thomas manteve o título de Conde de Lincoln, por acordo prévio com o pai de Alice. Esta ficou sob custodia em Lancaster.
No entanto, depois da execução do Conde de Lancaster, o Conde de Surrey sequestrou à condesa de Lancaster para impedir que o título pudesse ser reclamado por Henrique de Lancaster, irmão de Thomas.
Alice casou de novo com Sir Ebulo Lestrange antes do 10 de novembro 1324, apesar de que era considerada muito maior para ter filhos. E depois de enviuvar em 1335, casou com Hugo de Freyne, o barão Freyne, dantes do 23 de março 1336, e morreu sem filhos em 1348 ficando extinta a casa de Lincoln.

## Peter Conde de Lacy
Peter Conde de Lacy (26 de setembro de 1678 – 11 de maio de 1751), nascido em Killedy, Irlanda, chegou a ser um dos mais importantes militares europeus de sua época. Morreu em Riga, cidade da que foi governador.

## Franz Moritz Conde de Lacy

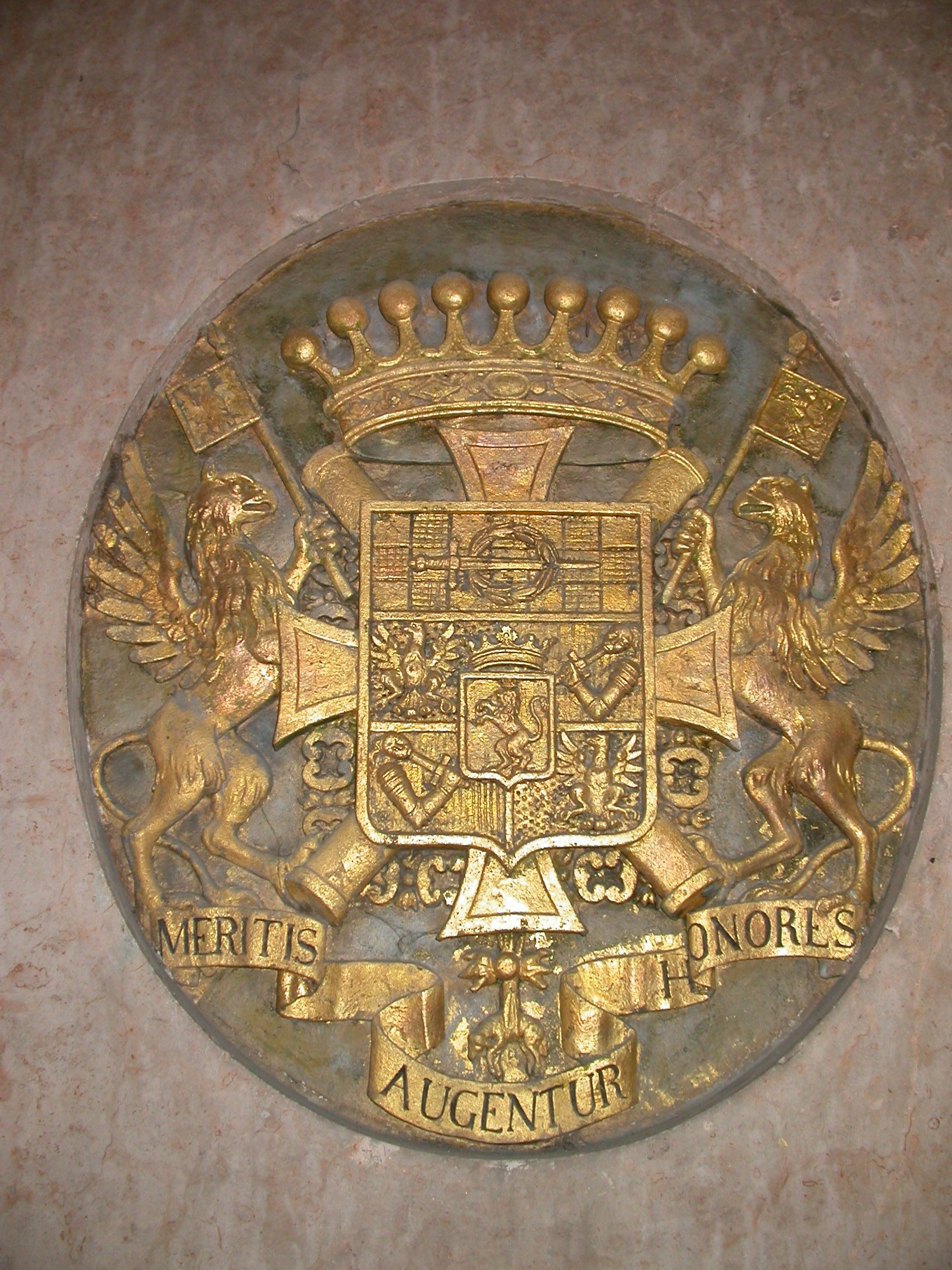
Armas do Conde von Lacy, foto tomada em sua cripta de Viena

Francois Maurice Conde de Lacy (21 de outubro de 1725, San Petersburgo - 24 de novembro de 1801, Viena) serviu a Maria Teresa e foi grande Marechal de Campo. Amigo e conselheiro pessoal do Imperador José II.

## Outras Leituras
- Starkey, H. F. Old Runcorn, Halton Borough Council, 1990.
- Whimperley, Arthur. Halton Castle: An Introduction & Visitors' Handbook, 1981.
- Whimperley, Arthur. The Barons of Halton, MailBook Publishing, Widnes, 1986.